# Resolution 1717 des UN-Sicherheitsrates
Die Resolution 1717 des UN-Sicherheitsrates ist eine Resolution zum Tribunal in Ruanda, die vom Sicherheitsrat der Vereinten Nationen auf seiner 5550. Sitzung am 13. Oktober 2006 einstimmig angenommen wurde. 
Der Sicherheitsrat berief sich auf seine früheren Resolutionen 955, 1165, 1329, 1411, 1431, 1449, 1503 und 1534.
Mit der Resolution wurde das Amt von 18 ad litem, d. h. temporär ernannten Richtern bis zum 31. Dezember 2008 verlängert. Die Generalversammlung der Vereinten Nationen hatte mit der Resolution 57/414 am 25. Juni 2003 achtzehn Richter auf vier Jahre in ihr Amt beim Internationalen Strafgerichtshof für Ruanda ernannt. Die Amtszeit würde somit am 24. Juni 2007 enden. 
In der Resolution 1684 des UN-Sicherheitsrates vom 13. Juni 2006 war die Amtszeit der elf ständigen Richter am International Tribunal für Ruanda bis zum 31. Dezember 2008 verlängert worden. Mit der Resolution 1705 des UN-Sicherheitsrates vom 29. August war die Amtszeit der Richterin Solomy Balungi Bossa über das Ende ihrer Amtszeit hinaus solange am Tribunal tätig sein würde, bis der Fall Butare abgeschlossen sei. 
Die zeitweiligen Richter, deren Amtszeit bis zum 31. Dezember 2008 verlängert wurde, sind:
- Aydın Sefa Akay  Türkei
- Florence Rita Arrey  Kamerun
- Solomy Balungi Bossa  Uganda
- Robert Fremr  Tschechien
- Taghrid Hikmet  Jordanien
- Karin Hökborg  Schweden
- Vagn Joensen  Dänemark
- Gberdao Gustave Kam  Burkina Faso
- Flavia Lattanzi  Italien
- Kenneth Machin  Vereinigtes Königreich
- Joseph Edward Chiondo Masanche  Tansania
- Tan Sri Dato’ Hj. Mohd. Azmi Dato’ Hj. Kamaruddin  Malaysia
- Lee Gacuiga Muthoga  Kenia
- Seon Ki Park  Südkorea
- Mparany Mamy Richard Rajohnson  Madagaskar
- Emile Francis Short  Ghana
- Albertus Henricus Johannes Swart  Niederlande
- Aura E. Guerra de Villalaz  Panama

Der Sicherheitsrat hat auch beschlossen, dass die Richter Bossa, Arrey, Lattanzi, Muthoga, Short, Hökborg, Hikmet, Kam und Park länger tätig sein dürfen, als in Artikel 12 ter der Statuten des Internationalen Tribunals für Ruanda festgelegt worden war. Dieser Artikel beschränkt die Amtszeit der ernannten Richter in ihrer Gesamtdauer.
Die Resolution wurde auf Vorschlag des Generalsekretärs der Vereinten Nationen Kofi Annan verabschiedet.